# Манделл, Дэвид
Дэ́вид Го́рдон Ма́нделл (англ. David Gordon Mundell; род. 27 мая 1962, Дамфрис, Дамфрис-энд-Галловей, Шотландия) — британский политик, министр по делам Шотландии во втором кабинете Дэвида Кэмерона (2015—2016), а также в первом и втором кабинетах Терезы Мэй (2016—2019).

## Биография

### Ранние годы
Окончил общедоступную государственную школу (сomprehensive school), платную среднюю школу в Локерби (Lockerbie Academy) и Эдинбургский университет, также получил степень магистра делового администрирования в бизнес-школе Стратклайдского университета.
Манделл рос в неполной семье в Ньютон Умфрей в своей родной области Шотландии — Дамфрис-энд-Галловей. В 14-летнем возрасте вступил в организацию молодых консерваторов, но перешёл в Социал-демократическую партию в 1981 году, в пору учёбы в университете. В 1984 году был избран в один из окружных советов, оказавшись самым молодым окружным депутатом в Шотландии; с 1991 по 1999 год работал корпоративным юристом в BT Scotland.

### Политическая карьера
6 мая 1999 года Манделл избран в Парламент Шотландии в Южном избирательном округе от Шотландской консервативной и юнионистской партии (территориальное подразделение британской Консервативной партии). В 2003 году был переизбран, но в 2005 году досрочно сдал мандат, решив баллотироваться в Палату общин.
В 2005 году Дэвид Манделл избран в Палату общин от Консервативной партии в шотландском избирательном округе Дамфрисшир, Клайдсдейл и Твиддейл. В декабре 2005 года новоизбранный лидер Консервативной партии и лидер оппозиции в нижней палате парламента Дэвид Кэмерон сформировал свой теневой кабинет, в котором Манделл, оказавшийся единственным консерватором, победившим на выборах в Шотландии, получил место теневого министра по делам этого региона.
6 мая 2010 года парламентские выборы принесли Манделлу новый успех: он победил с результатом 38 % голосов, улучшив своё предыдущее достижение на 1,9 %. С 2010 по 2015 год являлся парламентским помощником министра по делам Шотландии (Under-Secretary of State for Scotland), с 2011 по 2014 год возглавлял фракцию Шотландской консервативной и юнионистской партии в Палате общин.
7 мая 2015 года на очередных парламентских выборах Дэвид Манделл получил в своём прежнем округе 39,8 % голосов, ненамного опередив кандидата от Шотландской национальной партии Эмму Харпер (Emma Harper), заручившуюся поддержкой 38,3 % избирателей (правда, Харпер улучшила предыдущий результат своей партии в этом округе на 27 %). При этом Манделл вновь оказался единственным консерватором, победившим в Шотландии.
11 мая 2015 года Дэвид Кэмерон сформировал по итогам выборов свой второй кабинет, в котором Дэвид Манделл получил портфель министра по делам Шотландии.
13 июля 2016 года Дэвид Кэмерон ушел в отставку с должности премьер-министра в связи с исходом референдума о членстве Британии в Евросоюзе, на котором избиратели проголосовали за выход страны из ЕС. Преемником Кэмерона стала министр внутренних дел Великобритании Тереза Мэй, в её кабинете Манделл сохранил должность министра по делам Шотландии.

## Личная жизнь
13 января 2016 года Манделл на своём личном веб-сайте объявил о своей гомосексуальной ориентации. Более, чем десятью годами ранее он развёлся со своей женой Линдой Кармайкл (Lynda Carmichael). Их сын Оливер Манделл выдвинул свою кандидатуру от Консервативной партии на выборах 2016 года в Шотландский парламент.